# Грушки (Київ)
Грушки́ — історична місцевість Києва. Розташована вздовж Берестейського проспекту між вулицями Гарматною і Миколи Василенка.
На честь місцевості названа Грушецька вулиця, вздовж якої зберігається історична забудова.

## Історія
Виникли як хутір у 2-й половині XIX століття. У 1869 році Київська палата державних маєтностей виділила місту Києву для користування 14 земельних ділянок, а в 1871 році більшу частину цієї землі придбали київський дворянин Костянтин Грушко́ та його дружина Устина Грушко́, звідки й пішла назва хутір Грушки́.
У 1902 році ця земля була передана військовому відомству, яке взамін передало місту землі, де було збудовано будівлі Київського політехнічного інституту. 
Інститутське господарство «Грушки» (на кресленнях воно іменувалося як дослідне поле № 2, а на міських планах — «Ферма політехнічного інституту») розташовувалося за три версти від основних будівель – неподалік дачного селища Караваєві Дачі (там, де зараз Національний авіаційний університет).
Поруч розташовувалися орні поля, а ближче до Брест-Литовського шосе – плац площею 76 десятин, переданий військовому відомству в обмін на місце під будівництво КПІ.
З 1921 року хутір Грушки — у складі міста Києва, з середини XX століття — промислова зона.
Збереглася частина старовинної промислової забудови кінця XIX — початку XX століття (найкомпактніше — вздовж вулиць Гарматної та Грушецької).